# Музеї Первомайського району Криму
| Назва                                             | Місцезнаходження              | Короткий опис         | Зображення |
| ------------------------------------------------- | ----------------------------- | --------------------- | ---------- |
| Музей історії Первомайського району               | Первомайське, вул. Леніна, 80 | Відкритий у 1986 році |            |
| Історико-краєзнавчий музей КСП «Докучаєвський»    | Гришине                       | Відкритий у 1981 році |            |
| Музей бойової і трудової слави КСП імені Кірова   | Кормове                       | Відкритий у 1978 році |            |
| Музей бойової і трудової слави КСП «Красний Крим» | Войкове                       | Відкритий у 1976 році |            |
| Музей історії колгоспу імені Калініна             | Калініне                      | Відкритий у 1989 році |            |